# Nariz de palhaço

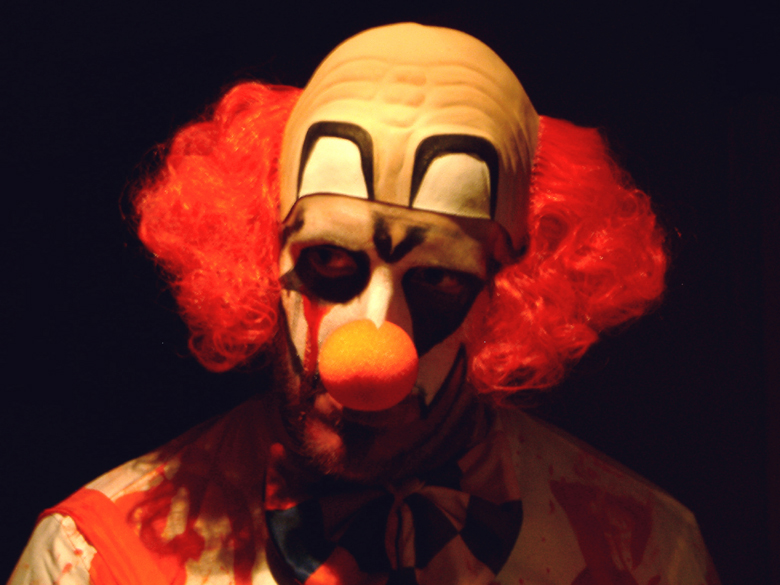
Um palhaço a usar um nariz vermelho.

O nariz de palhaço, conhecido como a menor máscara do mundo, é um objeto redondo, quase sempre vermelho, feito de látex, usado pelos palhaços como parte de sua caracterização. Possui uma abertura para ser encaixado no nariz e, na maior parte das vezes, também um elástico para ser colocado na cabeça. O nariz vermelho é uma referência ao alcoolismo, uma vez que uma das lendas traz um personagem no Circo Renz de Berlim (1865) de jeito enfadonho e beberrão. Como as pessoas na Europa costumam ser muito brancas, quando bebem avermelham o nariz e as maçãs do rosto, muitos dizem que advêm daí o nariz e a maquiagem.
Apesar da oposição dos artistas da área tem sido também usado como forma de protesto. No Brasil, na década de 2000, grupos de mobilização política tem incentivado eleitores a irem votar usando um nariz de palhaço, como forma de demonstrar insatisfação com a política nacional.
Também já foi usado por integrantes da escola de samba Unidos do Viradouro durante o Desfile das Campeãs do Grupo Especial do Carnaval do Rio de Janeiro, como forma de protesto durante a apuração das notas no desfile oficial.
[carece de fontes?]

## Origem
A origem do Nariz Vermelho é controversa, há uma versão na qual a origem se deu quando um acrobata, ao entrar no picadeiro, tropeçou e caiu no chão, batendo o nariz. Ao levantar, o nariz estava vermelho, provocando risos na platéia. Uma outra versão fala de um soldado de Londres, no final da Idade Média, que, embriagado, ficou com o nariz vermelho por causa da bebida e do frio, causando risos, ao que o Capitão convocou outros soldados a se fantasiar da mesma forma. 